# Wahl
 Denne artikel omhandler byen Wahl. Opslagsordet har også en anden betydning, se Wahl (efternavn).
Wahl (luxembourgsk: Wal) er en kommune og et byområde i Luxembourg. Kommunen, som har et areal på 19,74 km², ligger i kantonen Redange i distriktet Diekirch. I 2005 havde kommunen 748 indbyggere. 
49°50′N 5°54′Ø / 49.833°N 5.900°Ø